# Straight-Dämpfer

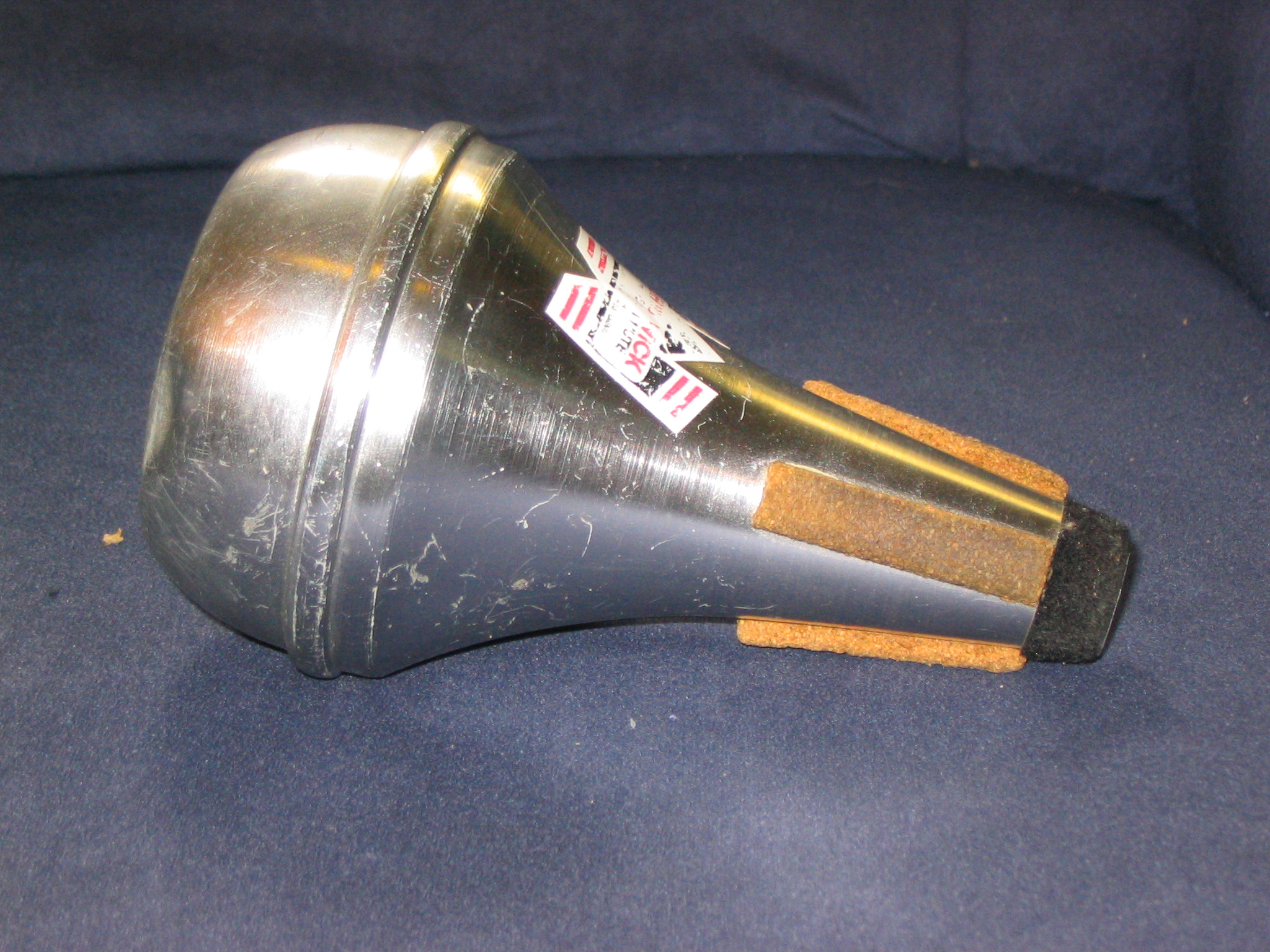
Straight

Der Straight-Dämpfer, auch Spitz-Dämpfer genannt, ist ein Dämpfer für verschiedene Blechblasinstrumente. Er erzeugt einen sehr scharfen und spitzen Klang. Es gibt ihn aus diversen Materialien, z. B. Holz, Kunststoff, Pappe oder die verschiedensten Metalle.
Wenn in einer Partitur oder Einzelstimme lediglich das Wort „Dämpfer“, „mute“, „sordino“ oder „Sourdine“ ohne jegliche Zusätze steht, ist als Faustregel immer genau dieser Dämpfer gemeint.